# Вторая англо-сикхская война
Вторая Англо-Сикхская война (1848—1849 годов) между индийским Сикхским государством и Британской Империей привела к завоеванию сикхов, аннексии Пенджаба и расчленению Сикхского государства с появлением Северо-Западной пограничной провинции.

## Предпосылки
Сикхское государство в Пенджабе усилилось и расширилось при Махарадже Ранджите Сингхе в начале XIX века. В то же время расширение Британской индийской колонии подошло к границам Пенджаба. Ранджит Сингх придерживался союза с британцами, в то же время сохраняя боеспособность сикхской армии для отражения возможной английской агрессии.
После смерти Ранджита Сингха в 1839 году в государстве начались беспорядки, чем и воспользовались Британские войска, предварительно нарастив вооружённые силы на пенджабской границе. Ослабленные силы сикхов были атакованы англичанами, и после тяжёлых боёв Первая англо-сикхская война закончилась поражением сикхов.

## Последствия первой англо-сикхской войны
После первой войны сикхи уступили Британской Ост-Индской компании часть своей территории, и британцы продали Кашмир Махарадже Гулабу Сингху, правителю княжества Джамму. Часть войск Хальсы даже отправилась для изгнания правителя Кашмира.
Малолетний Махараджа Дулип Сингх остался правителем, однако политика Дурбара теперь контролировалась британским резидентом, сэром Генри Лоуренсом. Мать Дулипа Сингха попыталась вернуть своё влияние, как регента, но была отправлена Лоуренсом в изгнание. Часть сикхских генералов и придворных поддержали это изгнание, часть — нет.
Армии сикхов приходилось быть настороже, так как части сикхского государства с мусульманским большинством склонялись к союзу с афганским ханом Дост Мухамедом. Британцы не хотели держать на этих территориях свои войска, что означало расход финансовых и людских ресурсов. Генерал-губернатор Индии Генри Гардиндж имел планы сократить после войны Бенгальскую армию на 50 000 человек. Кроме того, сотрудничество с британскими военными зачастую означало, что сердарам (сикхским генералам) приходилось принимать приказы от сравнительно более молодых английских офицеров и чиновников.
В начале 1848 года заболевший Лоуренс отбыл в Англию. Хотя он предлагал назначить на своё место своего младшего брата Джона Лоуренса,  генерал-губернатор Индии Дальхузи, сменивший на этом посту Гардинджа, назначил резидентом Фредерика Курри. Он был чиновником из Калькутты, незнакомым ни с военным делом, ни с Пенджабом. Тогда как Лоуренсы имели неформальные контакты с британскими резидентами и агентами в различных районах Пенджаба, Курри мог пренебрегать их отчётами. Так, он отказался отреагировать на донесение политического агента в Хазаре Джеймса Аббота о том, что сердар Чаттар Сингх Аттаривала, сикхский губернатор Хазары, активно готовит мятеж совместно с другими сердарами.

## Начало военных действий
Город Мултан был частью Сикхской империи (захвачен Ранджитом Сингхом в 1818 году), однако управлялся индуистским вице-королём, Деваном Мулраджем. После первой англо-сикхской войны он начал действовать независимо. Когда он получил от подконтрольного британцам Дурбара распоряжение об увеличении налогов и сборов, то передал власть своему сыну. Однако вместо этого британский резидент направил сикхского губернатора, сердара Хана Сингха, вместе с английским политическим агентом, лейтенантом Патриком Вансом Агнью.
18 апреля 1848 года Ванс Ангнью прибыл в Мултан с другим офицером, лейтенантом Вильямом Андерсоном, и небольшим отрядом. Мулрадж передал им ключи от города, однако британцев сразу же атаковали иррегулярные войска Мулраджа вместе с толпой. Оба британца были ранены и бежали к Хану Сингху. Они заняли мечеть за городом. Их отряд бежал, либо дезертировал к Мулраджу, и офицеры на следующие день были убиты толпой.
Мулрадж отправил голову Ангнью к Хану Сингху, сказав отвезти её обратно в Лахор. Новости об убийствах распространились по всему Пенджабу. Многие сикхи дезертировали из войск, верных Дурбару, и присоединились к тем, кто был готов восстать под началом Мулраджа.

## Дальнейшие столкновения
Британский политический агент в Банну, лейтенант Херберт Эдвардс, в апреле был около Мултана, но не смог спасти Ванса Ангнью. Он собрал иррегулярные пуштунские подразделения и вместе с сикхскими подразделениями разбил армию Мулраджа, однако не смог взять сам укреплённый город.
В то же время резидент в Пенджабе Курри отправил главнокомандующему Бенгальской армией Хью Гофу предложение двинуть основные силы на Мултан. Однако тот отказался, имея на то поддержку генерал-губернатора, предложив ждать окончания сезона дождей, то есть до ноября. Тогда Курри приказал небольшим силам Бенгальской армии во главе с генералом Вилшем осадить Мултан, соединившись с несколькими иррегулярными подразделениями из местных рекрутов и отрядами Хальсы. Эти силы прибыли к Мултану между 18 и 28 августа. Значительная часть сикхских подразделений при этом возглавлялась сердаром Шер Сингхом Аттаривала, сыном Чаттара Сингха.
Многие британские агенты ожидали, что вспыхнет восстание. Капитан Джон Николсон, возглавлявший иррегулярную кавалерию, атаковал сикхский гарнизон в стратегически важном форте Атток на реке Инд. Когда Чаттар Сингх открыто взбунтовался, он оказался в сложном положении.
14 сентября армия Шер Сингха в Мултане взбунтовалась, однако, не присоединившись к Мулраджу. Обе стороны придерживались нейтралитета и договорились, что Мулрадж даст денег из своей сокровищницы, а Шер Сингх выдвинется на север к Центральному Пенджабу, на соединение с Чаттаром Сингхом.

## Война
С окончанием сезона дождей в ноябре в регион были стянуты силы Британской Ост-Индской компании. Прибыли войска Бомбейской армии (управлявшейся отдельно от Бенгальской) с подкреплениями и с приказом осадить Мултан.
22 ноября произошла битва при Рамнагаре между сикхами и британцами. Хотя сикхам и пришлось оставить свой плацдарм, они восприняли результат этой битвы как свою победу.
В начале 1849 года на сторону взбунтовавшихся сикхов перешёл афганский хан Дост Мухаммед, которому были обещаны территории вокруг Пешавара, завоёванные Ранджитом Сингхом в начале XIX века. Когда 3 500 афганских кавалеристов подошли к форту Атток, мусульманский гарнизон, оставленный Николсоном, дезертировал.
Гоф неожиданно атаковал позиции Шер Сингха рядом с рекой Джелам 13 января 1849 года. В ожесточённом сражении при Чиллианвале британцы, не имеющие эффективной артиллерийской поддержки, понесли тяжёлые потери. Некоторые подразделения лишились своих знамён, часть английской кавалерии бежала в панике, были потеряны четыре пушки. Сикхи потеряли двенадцать пушек, но вернули их, когда британская армия отступила.
Через три дня, в течение которых продолжались сильные дожди, стороны снова сошлись, но отступили. Шер Сингх выдвинулся на север, на соединение с Чаттаром Сингхом, намереваясь дать генеральное сражение.
Гоф подвергся серьёзной критике из-за больших потерь и был заменён генералом Чарльзом Джеймсом Напиром, который несколько недель не мог прибыть из Англии.

### Последние битвы
Тем временем, силы Вилша завершили осадные работы вокруг Мултана, батареи открыли огонь, и пробили брешь в обороне. Мулрадж сдался 22 января и был заточён в тюрьме до конца своей жизни. Окончание осады позволило Вилшу выступить на помощь Гофу, имея, в частности, много тяжёлых орудий, которых не хватало сикхам.
Поскольку армия Гофа была изрядно потрёпана Хальсой, Шер Синг решился предпринять последнюю попытку охватывающего с фланга манёвра, послав конницу, которой была поставлена задача форсировать Чинаб и зайти в тыл Гофу. Им мешали сильные и продолжительные дожди, которые сделали реку опасной для переправы, и британская нерегулярная конница во главе с Гарри Бернеттом Ламсденом и Уильямом Ходсоном. 13 февраля Гоф напал на Хальсу, дав сражение при Гужрате. Он начал сражение с трёхчасовой бомбардировки из почти 100 орудий, отбросив сикхов от их наспех сделанных укреплений. Он послал конницу и артиллерию добивать побеждённых, преследую их в течение четырёх часов.
12 марта Чаттар Сингх и Шер Сингх сдались около Равалпинди. Приблизительно 20 000 солдат (главным образом нерегулярная конница) сложили оружие. Афганский контингент торопливо ушёл через Атток и Пешавар, которые повторно заняли британцы. Хан Мохаммед позже подписал соглашение, признающее британское владение этими городами.
30 марта Дулип Сингх в Лахоре официально принял все требования британцев относительно будущего Пенджаба. Речь Дальхузи, завоевателя Пенджаба, была тогда же прочтена вслух. За свои заслуги граф Дальхузи получил благодарность от британского парламента и утверждён в звании пэра, став лордом. Гоф также получил награды сообразно своим заслугам, хотя его тактика при Чиллианвале подверглась жёсткой критике, преследовавшей его до конца жизни. Многие из менее выдающихся британских деятелей, которые отличились в борьбе с Хальсой, получили блестящие возможности для начала хорошей карьеры.

## Последствия
Поражение сикхов было вызвано несколькими причинами. Их контроль над населением Пенджаба оказался неэффективным, так что большие армии не могли найти достаточно продовольствия. Многие мусульмане из пограничных районов перешли на сторону британцев. Наконец, силы Компании оказались превосходящими.
Начался набор населения различных общин Пенджаба в Пенджабские иррегулярные силы под британским командованием. Эти рекруты воевали против взбунтовавшихся сипаев во время Восстания 1857 года, в основном принадлежавших к индуистам из высших каст, и сторонникам маратхов и Великих Моголов. Пенджабские рекруты испытывали мало симпатий к этим индуистам из взбунтовавшейся Бенгальской армии, хорошо помня их роль в разгроме самого Пенджаба. Кроме того, символическим лидером повстанцев стал Бахадур Шах Зафар, что не прибавляло восставшим симпатии в глазах сикхов, долго боровшихся с властью Великих Моголов.